# 武汉大学校门

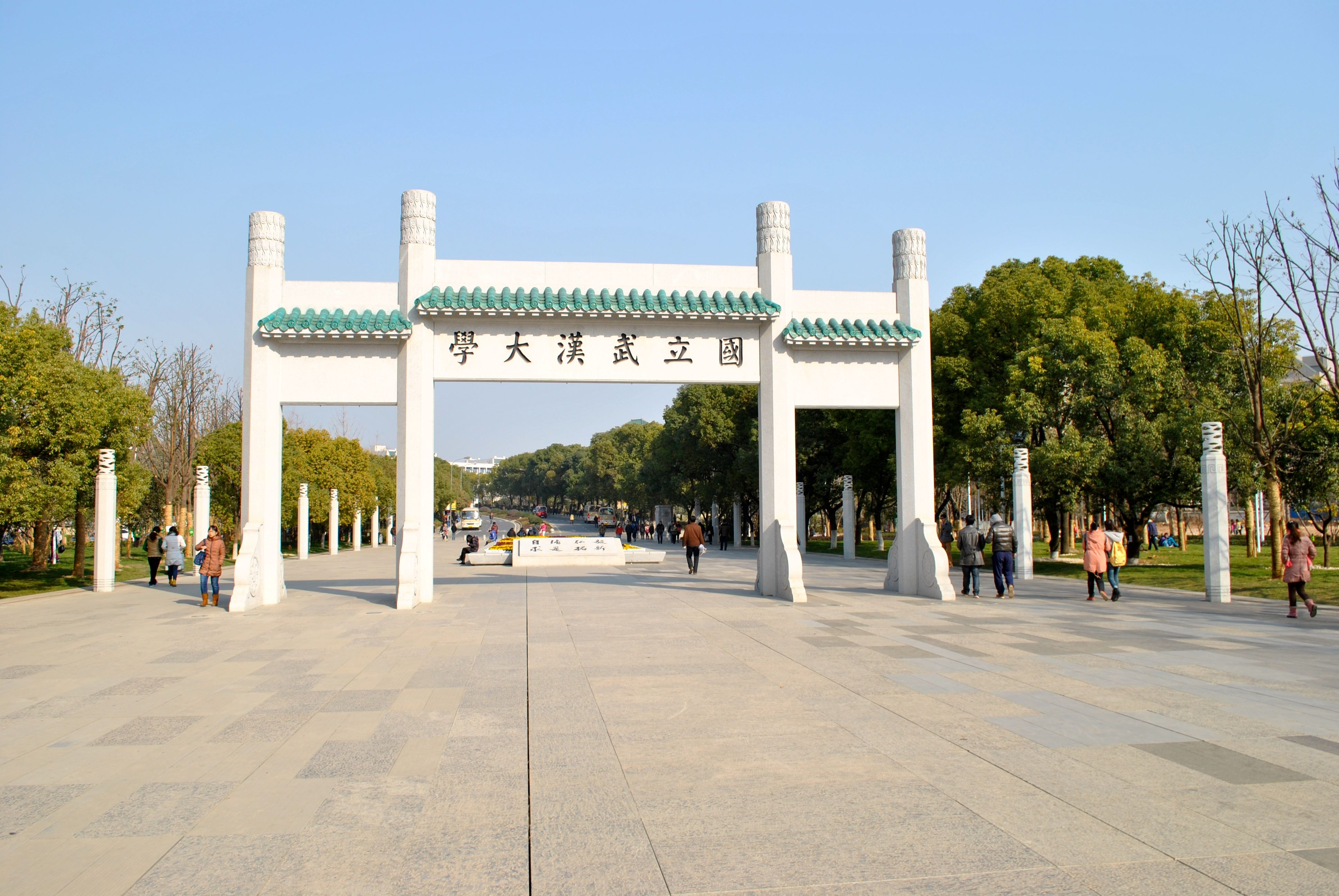

武汉大学校门，是国立武汉大学的象征，原始校门为1928年建成的牌坊，位于武汉市街道口劝业场。1929年武大选定珞珈山校址后，校方为了方便学生出入，函请湖北省建设厅自街道口到校园建筑一条专用道路，宽10米、全长1.5公里，于1930年2月通车，武大将其命名为大学路。而老校门正在大学路的起点，珞珈山为大学路的终点。
1993年在武汉大学100周年校庆时在原址延长线后仿照建设新校门，2012年由于武汉市政建设，位于八一路的有二十年历史的校门于2012年十月九号被拆除并规划在2013年异地重建，并有三套设计方案备选。
武汉大学现有主校门牌坊、珞珈门（信息学部北门）、信息学部南门、凌波门、附中门、工学部校门、医学部校门等主要进出校门的通道。

## 历史
- 第一版武大校门是一座木结构的牌楼，后毁于自然灾害。
- 第二版校门牌坊建于1934年，采用钢筋混凝土结构。由于校园范围的变迁，该牌坊目前位于武汉大学校外的街道口劝业场。牌坊横幅正面书写：国立武汉大学（萧君绛提），横幅背面是“文、法、理、工、农、医”。文革中校门上为毛泽东题写的“武汉大学”。文革结束后，著名书法家、画家曹立庵、刘赜再次为武大牌坊题写国立武汉大学和文、法、理、工、农、医[3]。2020年6月5日，该牌坊被一辆搅拌车撞损，肇事司机后因涉嫌过失损毁文物罪被依法刑事立案。文保部门随后组织了保护和修复工作[4]。
- 第三版校门为现代众人熟知的百年校庆（93年）牌坊，因为八一路下穿通道工程拆除[5][6]。
- 第四版校门于2013年完工建成，在93版校门东北方向武汉大学中轴线上，文理学部、信息科学学部中间。

## 校门

### 主校区

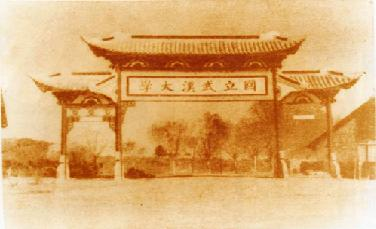
武汉大学校门牌坊（1920）
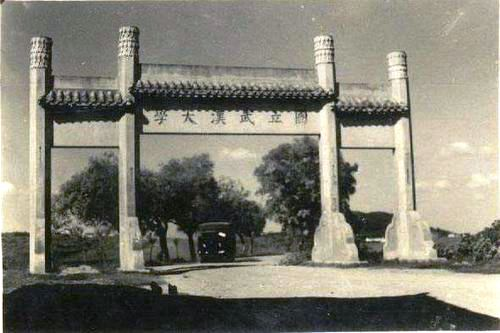
武汉大学校门牌坊（1930）
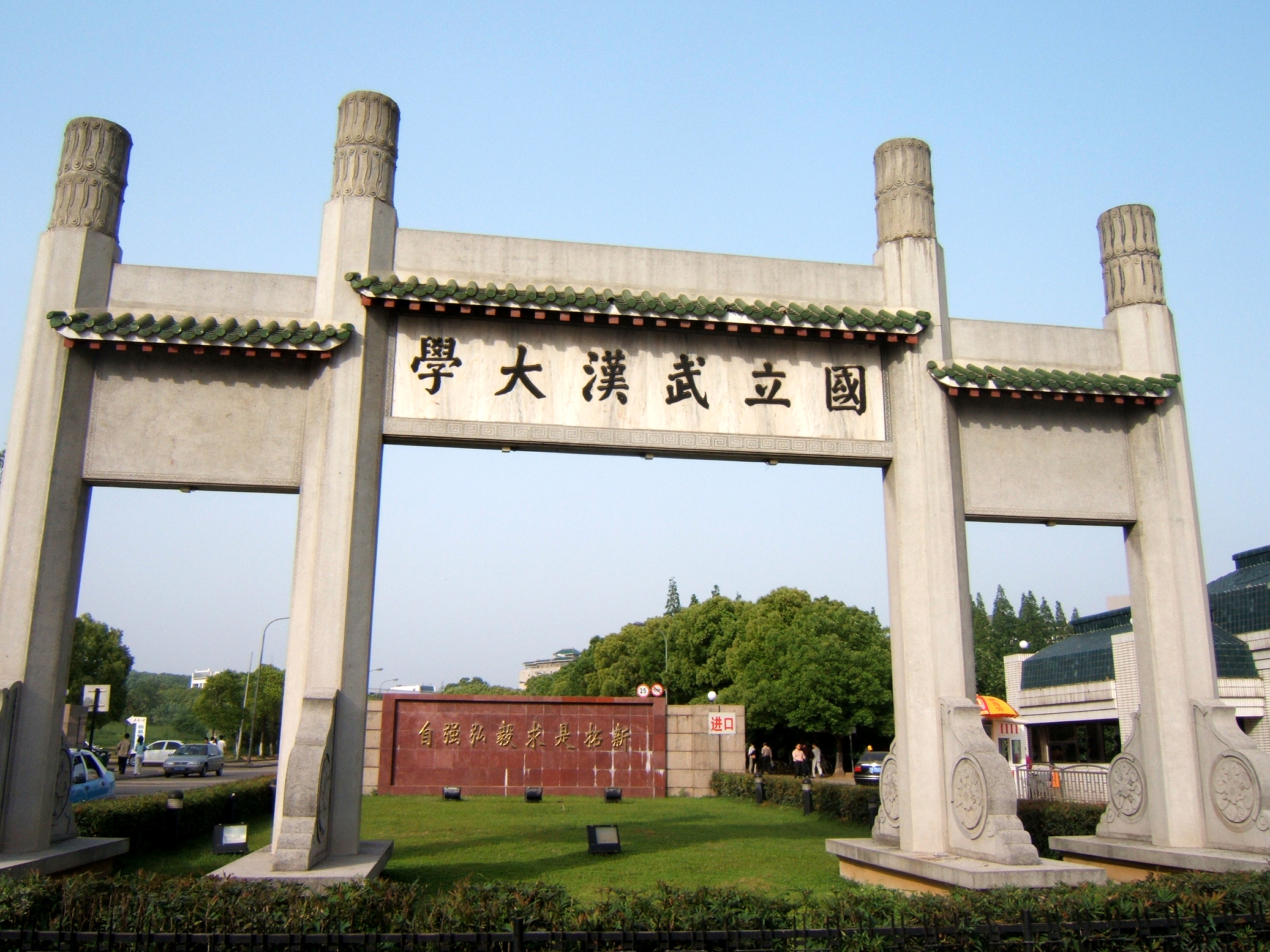
武汉大学校门牌坊（1993-2012）
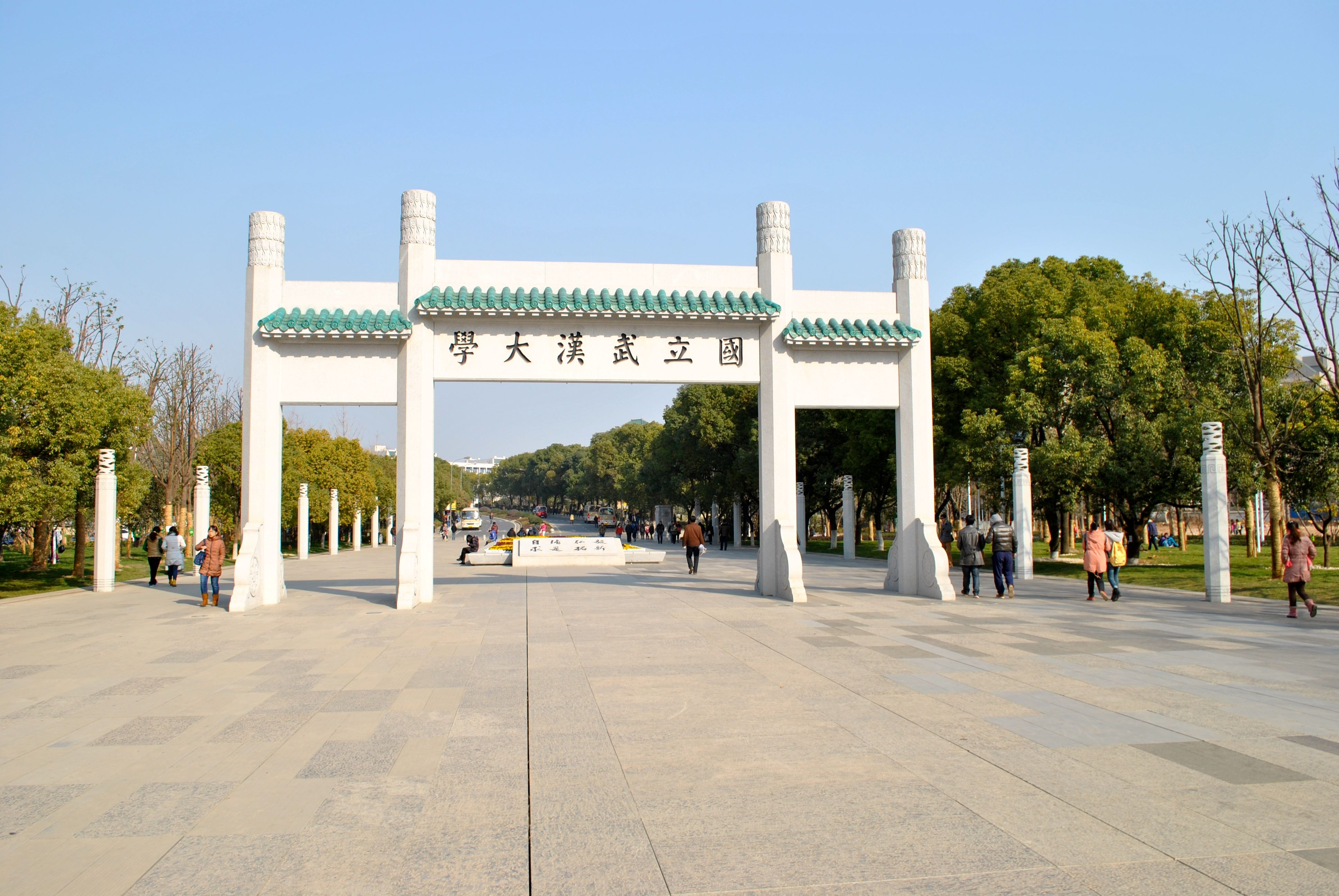
武汉大学校门牌坊（2013-）

### 其他校区

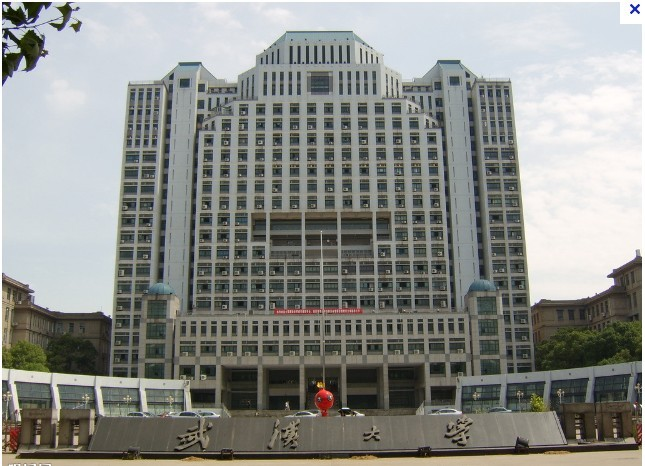
武汉大学工学部校门 （2001-）
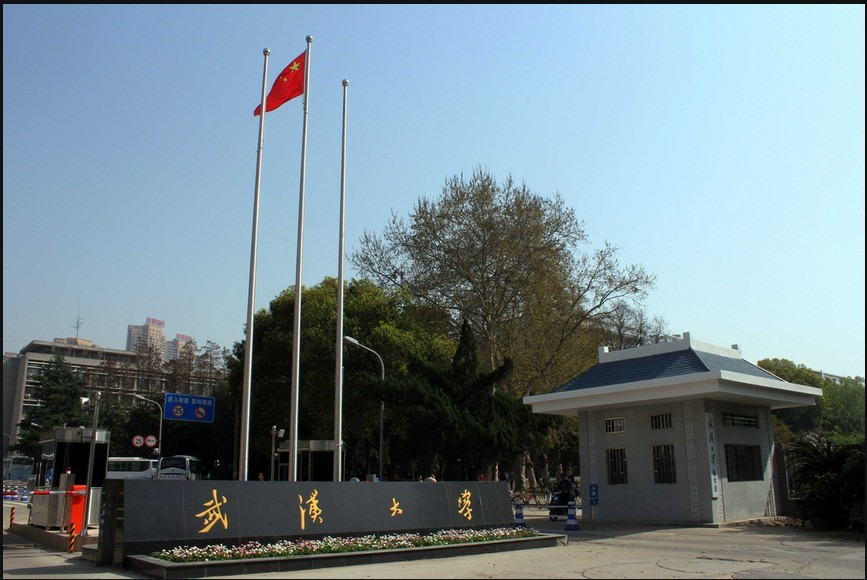
武汉大学医学部校门 （2001-）
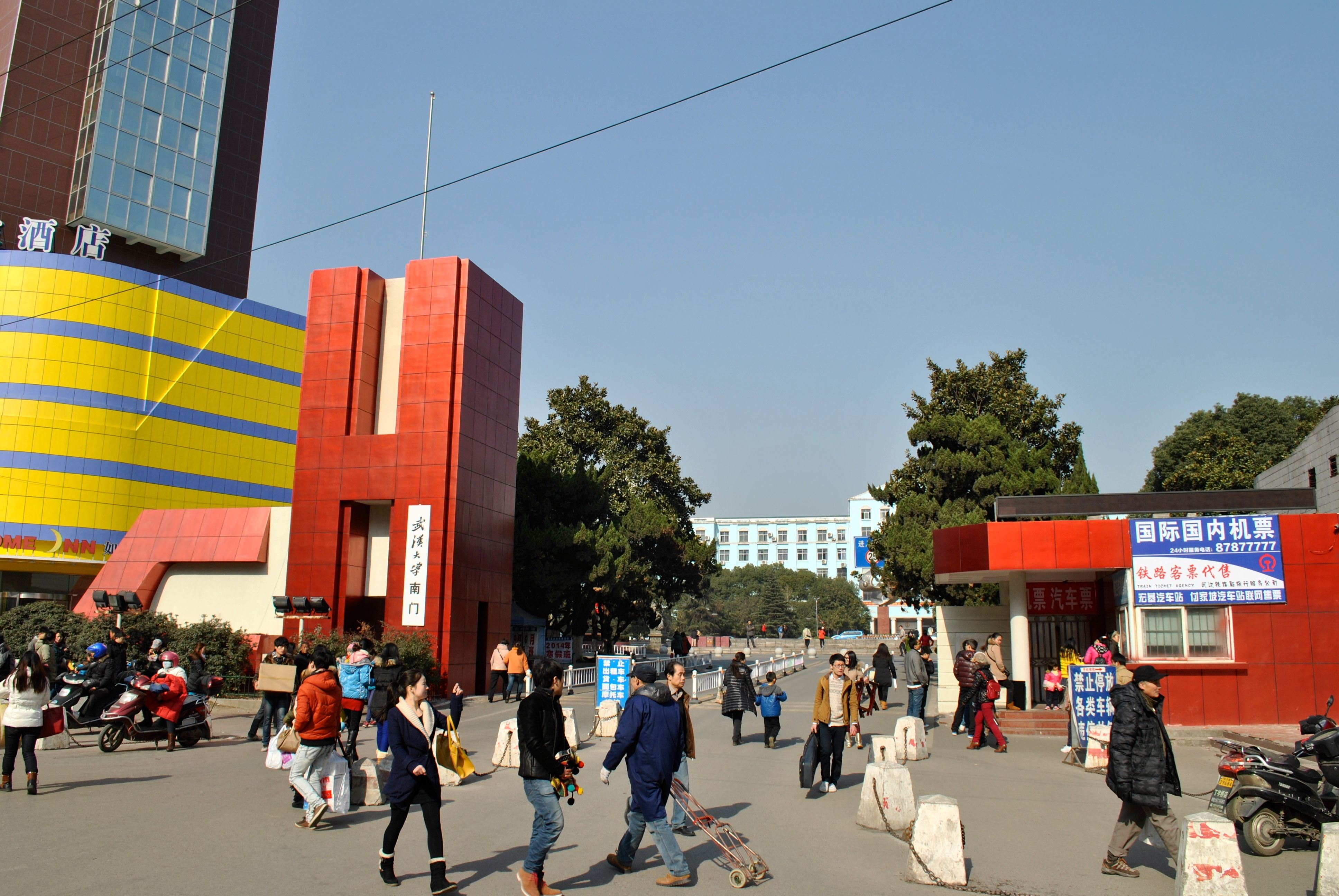
武汉大学信息学部校门

## 参看
- 民国四大名校
- 牌坊
- 南京大学校门
- 东南大学南校门